# Dag Arnesen

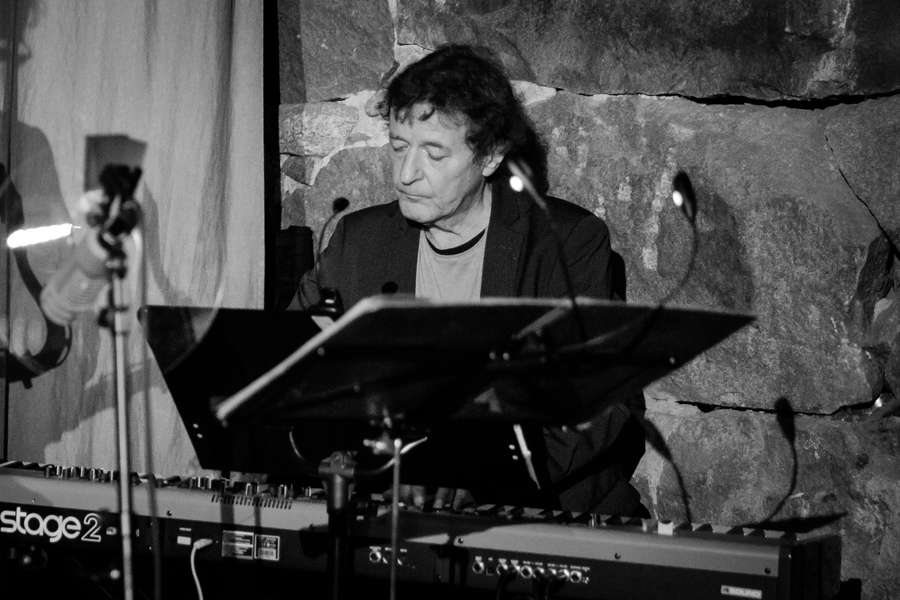
Dag Arnesen tijdens een concert met de Vargtime (2017).

Dag Syver Arnesen (Bergen, Noorwegen, 3 mei 1950) is een Noorse jazzpianist en componist. Hij heeft dertien albums onder eigen naam uitgebracht (2017).

## Biografie
Arnesen had klassieke pianoles en op zijn zestiende trad hij op met het symfonieorkest van Bergen. Hij studeerde aan het conservatorium van de Universiteit van Bergen (bij Jiri Hlinka) en was muzikant bij het theater Den Nationale Scene. Hij was inmiddels geïnteresseerd geraakt in jazz. In de jaren zeventig speelde hij in het Arvid Genius Orchester, tevens was hij actief met allerlei eigen groepen, van trio's tot grote ensembles, die zijn composities speelden. Hij schreef ook werken in opdracht en componeerde voor een paar films. Hij heeft sinds het begin van de jaren tachtig talrijke albums onder eigen naam gemaakt.
Arnesen woonde tien jaar in Oslo. Hij speelde in de jazzgroepen Søyr, Orleysa, groepen van de gitarist Thorgeir Stubø, zangeres Susanne Fuhr, de saxofonisten Knut Riisnæs en Odd Riisnæs alsook orkestleider Kjell Karlsen. Hij werkte mee aan drie albums van Sigurd Ulveseth. Tevens leidde hij enige tijd de plaatselijke Evans Jazzclub. Tegenwoordig woont hij weer overwegend in Bergen.
Arnesen's stijl lijkt op die van Jan Johansson.

## Discografie
- 1982: Ny Bris (Odin Records), met Frank Jakobsen, Kåre Garnes, Olav Dale, Ole Thomsen en Per Jørgensen
- 1989: Renascent (Odin Records), met Svein Christiansen (dr) en Bjørn Kjellemyr
- 1990: The day after (Taurus Records) met Bjørn Kjellemyr, Wenche Gausdal, Odd Riisnæs en Svein Christiansen
- 1992: Photographs (Taurus Records) met Svein Christiansen, Terje Gewelt en Wenche Gausdal
- 1994: Movin'  (Taurus Records), instrumentaal album met Terje Gewelt en Svein Christiansen
- 1996: Rusler rundt Grieg (NOPA NN), met 13-koppig orkest
- 1998: Inner lines (Resonant Music), met Terje Gewelt en Svein Christiansen
- 2005: Time enough (Resonant Music) met Terje Gewelt en Pål Thowsen
- 2007: Norwegian Song[5] (Resonant Music) met Terje Gewelt en Pål Thowsen
- 2009: Norwegian Songs 2 (Resonant Music) met Terje Gewelt en Pål Thowsen
- 2010: Norwegian Songs 3 (Losen Records) met Ellen Andrea Wang en Pål Thowsen[6]
- 2015: Grieg, Tveitt & I (Losen Records)
- 2017: Pentagon Tapes (Losen Records)

## Prijzen en onderscheidingen
- 2014: Gammleng-prisen
- 2009: Buddyprisen
- 2003: Sildajazzprisen
- 1993: NOPA Compositieprijs voor Rusler rundt 152
- 1992: Vossajazz-prijs
- 1982: Reenskog Jazzprijs